# Harold W. McCauley
Pour les articles homonymes, voir Harold et McCauley.
Harold McCauley, né le 11 juillet 1913 à Chicago et décédé en 1977, est un peintre et illustrateur de pulp magazine américain.